# Véhicule Blindé Léger
Véhicule Blindé Léger (fra. Véhicule Blindé Léger) ili VBL je lako oklopno vozilo s 4x4 pogonom koje proizvodi francuska automobilska industrija Panhard. Vozilo je dizajnirano na temelju Peugeota VLTT te mu je cilj pružati putnicima u njemu odgovarajuću zaštitu od paljbe iz vatrenog pješačkog oružja, fragmenata topničkih projektila, mina i NBK oružja. Véhicule Blindé Léger je u potpunosti amfibijsko vozilo te se u vodi kreće brzinom od 5,4 km/h. Transport vozila može se vršiti i teretnim zrakoplovima, i to s C-130, C-160 i Airbus A400M.
VBL je razvijen tijekom 1980-ih te je u Francuskoj ušao u operativnu uporabu 1990. godine. Potrošnja vozila iznosi 16 litara na 100 km.

## Borbena povijest
VBL se koristio u mnogim mirovnim operacijama, primjerice u BiH, Somaliji i na Kosovu. Budući da su ga unutar UNPROFOR-a često koristili francuski vojnici, vozilo je tijekom opsade Sarajeva dobilo nadimak "sarajevski taxi".

## Inačice

### Inačice za francusko tržište
- VBL MILAN: vozilo srednjeg dometa namijenjeno anti-tenkovskoj borbi (do 2.000 metara). Koristi jedan lanser sa šest MILAN projektila i termo-kameru MIRA.

- VBL ERYX: vozilo kratkog dometa namijenjeno anti-tenkovskoj borbi (do 600 metara). Koristi jedan lanser s četiri ERYX projektila. Kao sekundarno naoružanje vozilo koristi 7,62 mm strojnicu s 1.400 metaka koja je montirana na krovu u obliku prstena.

- VB2L POSTE DE COMMANDEMENT: zapovjedna inačica koja koristi VHF sustav s dva PR4G radija, HF sustav s jednim SSB radiom dalekog dometa i radio/intercom sustav za posadu. Kao naoružanje vozilo koristi 7,62 mm strojnicu koja je montirana u obliku prstena na krovu. Među specifičnu opremu spada i radno mjesto sa sklopivim stolom, dodatne baterije kojima se zadovoljava potreba za uporabom radija i pomoćnih usluga (izdržljivost do 8 sati) te sklopivo sjedalo za četvrtog člana posade.

- VBL RECO 12.7: vozilo za izviđanje i prijevoz postrojbi. Koristi jedan VHF primopredajnik / prijemnik (francuski model), radio / interkom sustav te jednu prstenasto montiranu M2 strojnicu. Kao dodatnu opremu vozilo može koristiti više lansera s protupješačkim granatama FLY-K (PL 127). Ti lanseri zajedno mogu stvoriti brzinu paljbe od 375 ispaljenih granata po minuti, efektivni domet im iznosi 1.500 - 2.200 metara, a granate imaju fragmentacijski efekt od 15 metara te mogu penetrirati u oklop debljine 50 mm.

- VBL AT4CS: protu-tenkovska verzija kratkog dometa (do 250 metara). Koristi jedan ili dva VHF primopredajnika / prijemnika, radio / interkom sustav i 84 mm AT4CS streljivo koje može penetrirati u oklop debljine 550 mm (oklopna vozila bez dodatne zaštite) ili beton debljine 1,5 metara. Kao sekundarno oružje koristi se 7,62 mm strojnica s 1.400 metaka koja je na krovu prstenasto montirana.

### Izvozne inačice
- ULTRAV M11: NBK (nuklearno-biološko-kemijsko) izviđačka verzija namijenjena američkoj vojsci.

- VBL TOW: protu-tenkovska verzija dugog dometa (do 3.750 metara). Vozilo je opremljeno s jednim ili dva VHF primopredajnika / prijemnika. Kao primarno naoružanje koristi se s četiri BGM-71 TOW anti-tenkovska projektila koji imaju ugrađeni sustav za dnevne i noćne operacije. Kao sekundarno naoružanje na vozilo je montirana 7,62 mm strojnica s 2.000 metaka.

- VBL ALBI-MISTRAL: vozilo namijenjeno protu-zračnoj obrani (trenutno u razvoju). Kao radio opremu VBL koristi dva VHF PR4G primopredajnika / prijemnika (jedan za komunikaciju a drugi za prijenos podataka sustava paljbe). Kao naoružanje tu je dvostruka ALBI kupola s montiranim MISTRAL projektilima dok je kao sekundarno naoružanje polukružno montirana 7,62 mm strojnica s 1.200 metaka.

- VBL (à flancs redressés) CANON: vozilo opremljeno s MK 20 Rh 202 automatskim 20 mm topom, laserskim daljinometrom, termo kamerom te VHF primopredajnikom / prijemnikom.

- VBL TOURELLE FERMEE: naoružanje vozila se sastoji od 7,62 ili 12,7 mm strojnice ili 40 mm bacača granata. U opremu su uključeni kamera za dnevne i noćne operacije, laserski daljinomjer te jedan ili dva VHF primopredajnika / prijemnika.

## Korisnici

### Postojeći korisnici
| - Francuska: trenutno je u uporabi 1.621 VBL. - Bocvana: 64 vozila. - Džibuti: 10 vozila. - Gabon: 12 vozila. - Grčka: 243 vozila. - Gruzija: gruzijske jedinice koje su u Afganistanu u sklopu mirovnih misija koriste VBL i VAB vozila na području Kabula. - Indonezija: indonežanska vojska koristi 18 VBL-a. - Kamerun: 30 vozila. - Katar: 16 vozila. - Kuvajt: kuvajtska policija koriti 20 VBL-a. |  | - Meksiko: u uporabi je 40 vozila. Meksiko je također prva zemlja koja je kupila VBL. - Niger: 7 VBL. - Nigerija: prema procjenama iz 2007., nigerijska vojska koristi 72 VBL-a. - Oman: 132 vozila. - Portugal: 37 vozila. - Ruanda: 16 vozila. - Srbija: srpske snage su tijekom rata u Bosni uzele dva VBL-a koje danas koristi srpska anti-teroristička postrojba. - Togo: 2 vozila. |

### Budući korisnik
- Rusija: naručeno je 500 vozila.

## Vanjske poveznice
- Specialoperations.com  Arhivirana inačica izvorne stranice od 27. kolovoza 2005. (Wayback Machine)
- Opis vozila  Arhivirana inačica izvorne stranice od 1. ožujka 2021. (Wayback Machine)
- Defense-update.com  Arhivirana inačica izvorne stranice od 4. siječnja 2006. (Wayback Machine)
- PANHARD VBL
- Armour.ws  Arhivirana inačica izvorne stranice od 19. prosinca 2010. (Wayback Machine)